# Утопия для реалистов. Как построить идеальный мир

Обложка книги «Утопия для реалистов. Как построить идеальный мир»

Утопия для реалистов. Как построить идеальный мир (англ. Utopia for Realists: The Case for a Universal Basic Income, Open Borders, and a 15-hour Workweek) — научно-популярная книга голландского историка Рутгера Брегмана. Первоначально была написана как статьи на голландском языке для журнала De Correspondent, которые с тех пор были скомпилированы, опубликованы и переведены на несколько языков. Автор предлагает способы по реконструкции современного общества для обеспечения более продуктивной и справедливой жизни, основанный на трех основных идеях:
- всеобщий и безусловный базовый доход, выплачиваемый каждому
- короткая рабочая неделя из пятнадцати часов
- открытые границы по всему миру со свободным перемещением граждан между всеми государствами[2]

## Содержание
В результате развития международной торговли и экономической науки в последние десятилетия глобализация радикально преобразовала традиционный социальный и экономический порядок в новую мировую экономику, которая способна спасти миллионы людей от нищеты.
Тем не менее, по мнению автора, новая глобальная система несёт с собой и отрицательные стороны, например, сокращение рабочих мест в связи с автоматизацией и заменой рабочих робототехникой. Также глобализация вызвала увеличение неравенства, как между работодателями и их работниками внутри стран G20, так между развитыми и развивающимися странами.

## Обоснование
В подтверждении той или иной идеи автор приводит ряд примеров:
- План президента США Ричарда Никсона по обеспечению базового дохода для американцев
- Проект Mincome в канадском городе Дофин (провинция Манитоба), который уменьшил бедность среди жителей города и снизил количество госпитализаций
- Успех Шенгенского соглашения

## Отзывы
В своем обзоре для газеты The Independent рецензент Кэролайн Лукас назвала книгу «отлично написанной и неортодоксальной».
Уилл Хаттон в издании The Observer написал: «Возможно, вам не снятся те же сны, что и Брегману, но он предлагает вам серьёзно отнестись к своим мечтам. Именно для этого стоит прочитать эту книгу».

## Издание в России
Книга была переведена на русский язык и вышла в свет в издательстве «Альпина Паблишер» в 2020 году. Переводчик ― А. Зуев. ISBN 978-5-9614-6680-5